# Dollond (cráter)

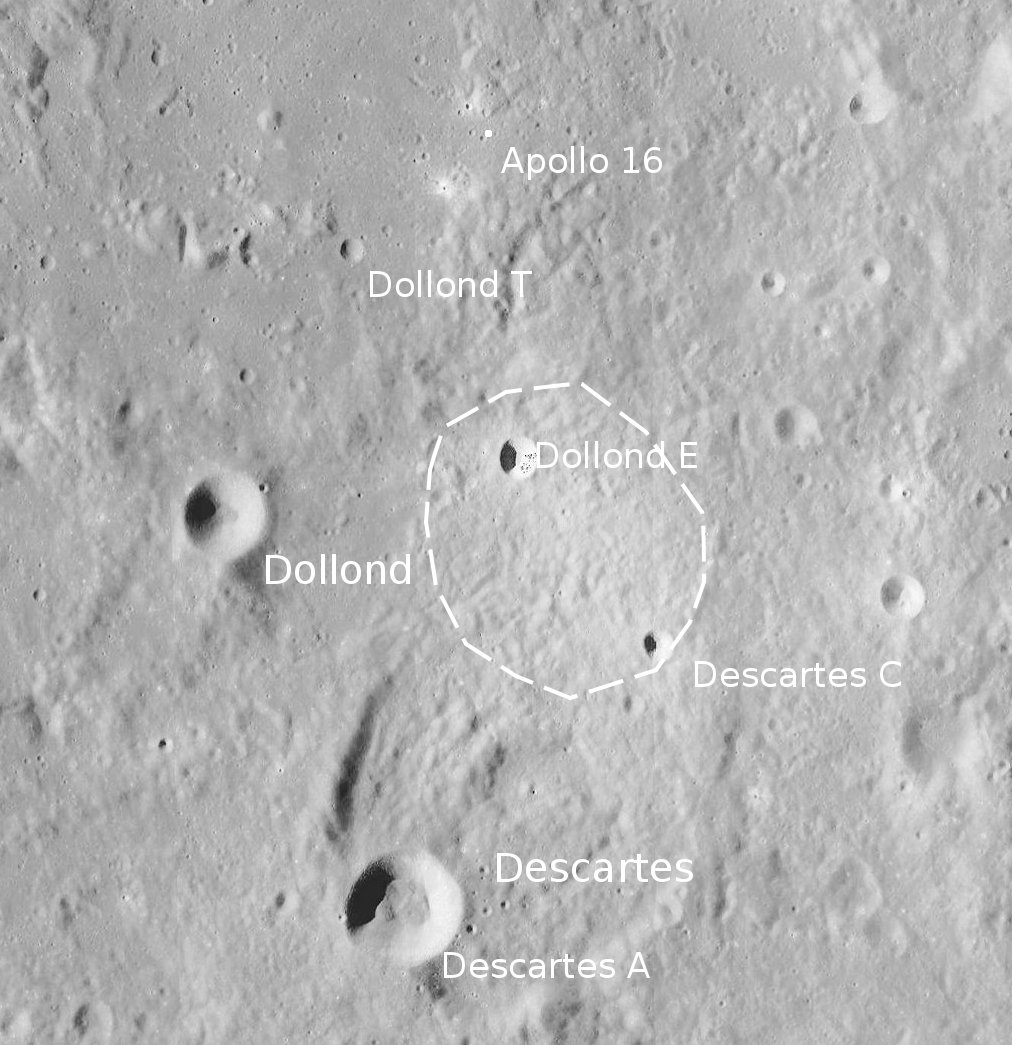
Fotografía de la misión Lunar Reconnaissance Orbiter

Dollond es un pequeño cráter de impacto que se encuentra en la región central de la Luna, al norte del cráter Abulfeda, al este de Anděl y con Descartes al sureste. Dollond es circular y en forma de cono, con una pequeña plataforma en el punto medio de las paredes interiores inclinadas.
|  |

A unos 50 kilómetros al noreste de este cráter fue el lugar de aterrizaje de la misión Apolo 16, la penúltima de las expediciones Apolo a la Luna.

## Cráteres satélite
Por convención estos elementos son identificados en los mapas lunares poniendo la letra en el lado del punto medio del cráter que está más cerca de Dollond.
|         | \| Dollond \| Coordenadas \| Diámetro \| \| ------- \| ----------------------------- \| -------- \| \| B \| 7°42′S 13°48′E / -7.7, 13.8 \| 37 km \| \| D \| 8°12′S 12°30′E / -8.2, 12.5 \| 9 km \| \| E \| 10°12′S 15°42′E / -10.2, 15.7 \| 6 km \| \| L \| 8°42′S 12°30′E / -8.7, 12.5 \| 5 km \| \| M \| 10°06′S 16°54′E / -10.1, 16.9 \| 6 km \| \| T \| 9°24′S 15°00′E / -9.4, 15.0 \| 3 km \| \| U \| 7°18′S 16°00′E / -7.3, 16.0 \| 3 km \| \| V \| 7°54′S 15°30′E / -7.9, 15.5 \| 6 km \| \| W \| 6°42′S 14°36′E / -6.7, 14.6 \| 11 km \| \| Y \| 8°24′S 13°12′E / -8.4, 13.2 \| 14 km \| |          |
| Dollond | Coordenadas | Diámetro |
| B       | 7°42′S 13°48′E / -7.7, 13.8 | 37 km    |
| D       | 8°12′S 12°30′E / -8.2, 12.5 | 9 km     |
| E       | 10°12′S 15°42′E / -10.2, 15.7 | 6 km     |
| L       | 8°42′S 12°30′E / -8.7, 12.5 | 5 km     |
| M       | 10°06′S 16°54′E / -10.1, 16.9 | 6 km     |
| T       | 9°24′S 15°00′E / -9.4, 15.0 | 3 km     |
| U       | 7°18′S 16°00′E / -7.3, 16.0 | 3 km     |
| V       | 7°54′S 15°30′E / -7.9, 15.5 | 6 km     |
| W       | 6°42′S 14°36′E / -6.7, 14.6 | 11 km    |
| Y       | 8°24′S 13°12′E / -8.4, 13.2 | 14 km    |

El siguiente cráter ha sido renombrado por la UAI:
- Dolland C (Ver Lindsay)